# Assedio di Kamakura (1526)
Nell'assedio di Kamakura (大永鎌倉合戦?; "Daiei Battle of Kamakura"), Satomi Sanetaka guidò le forze del clan Uesugi contro gli Hōjō, che avevano preso Edo dagli Uesugi due anni prima. La città era difesa da diversi servitori di Hōjō Ujitsuna, inclusi membri dei clan Itō e Ogasawara.
Le forze Uesugi bruciarono gran parte della città, compreso il santuario Tsurugaoka Hachiman-gū. Fu una terribile perdita psicologica per gli Hōjō, poiché il precedente clan Hōjō, da cui avevano preso il nome, era stato sconfitto definitivamente nello stesso posto nel 1333.